# 병영중학교
병영중학교(兵營中學校)는 대한민국 전라남도 강진군 병영면 성남리에 있는 공립 중학교이다.

## 학교 연혁
- 1953년 4월 7일 : 개교
- 1953년 4월 7일 : 초대 윤창현 교장 취임
- 1996년 3월 1일 : 옴천 분교장 통폐합
- 2025년 1월 8일 : 제72회 14명 졸업(총 7,509명)
- 2025년 3월 1일 : 제31대 서현린 교장 부임
- 2025년 3월 4일 : 입학식(9명)

## 참고 자료
- 병영중학교 - 한국교육학술정보원 학교알리미